# Clemensstraße (München)
Die Clemensstraße ist eine rund 1,8 Kilometer lange Straße im Münchner Stadtteil Schwabing. Die nach Clemens August von Bayern (1700–1761) benannte Straße ist unter dem Begriff „Grüne Achse Schwabing“ ein partizipatives Modellprojekt für alle Münchner Stadtbezirke und Münchens längste Fahrradstraße.

## Verlauf
Die Clemensstraße beginnt an der Leopoldstraße, quert die Belgradstraße und die Schleißheimer Straße und geht an der Winzererstraße in die Saarstraße über. Während in dem Bereich zwischen Münchner Freiheit und Wilhelmstraße zunächst noch relativ durchgehend kleinere Läden die Straße säumen, wird die Clemensstraße im weiteren Verlauf überwiegend zur Wohnstraße.
Bis 2002 befand sich in der Clemensstraße 33 die Staatliche Fachakademie für Fotodesign München, die auf die am 15. Oktober 1900 gegründete „Lehr- und Versuchsanstalt für Photographie“ zurückging. Im Bereich der Belgradstraße sind beidseitig zahlreiche Gaststätten anzutreffen, die vor allem im Sommerhalbjahr mit ihren Freischankflächen den Eindruck der Straße prägen. Mit einer Tradition von mehreren Jahrzehnten warten insbesondere die „X-Bar“ sowie das z. B. von 1972 bis 1976 von Henni Heppel und Wolle Ettlich geführte „Jennerwein“ auf. Ebenfalls dort gelegen war in der Clemensstraße 61 die „Clemensburg“ als Münchens einzige BVB-Kneipe, die von 1907 bis 2015 bestand. Im weiteren Verlauf Richtung Osten ist die Clemensstraße in erster Linie wieder eine Wohnstraße. In der Clemensstraße 113/IV befindet sich das Säkularinstitut Ancillae Sanctae Ecclesiae. An der Ecke der Clemensstraße zur Winzererstraße befindet sich das Landesarbeitsgericht München.

## Baudenkmäler
Im Bereich zwischen Münchner Freiheit und Fallmerayerstraße zählt die Clemensstraße auf einer Länge von rund 1.100 m zum geschützten Bauensemble Nordschwabing (E-1-62-000-42). Ihre Gestaltung ist vor allem auf die Stadterweiterung nach der Eingemeindung Schwabings 1890 nach München und dem Stadterweiterungswettbewerb von 1892 unter Theodor Fischer zurückzuführen. Insgesamt verfügt die Clemensstraße über 36 vom Bayerischen Landesamt für Denkmalpflege geschützte Baudenkmäler, davon 26 in Schwabing-West und 10 in Schwabing.

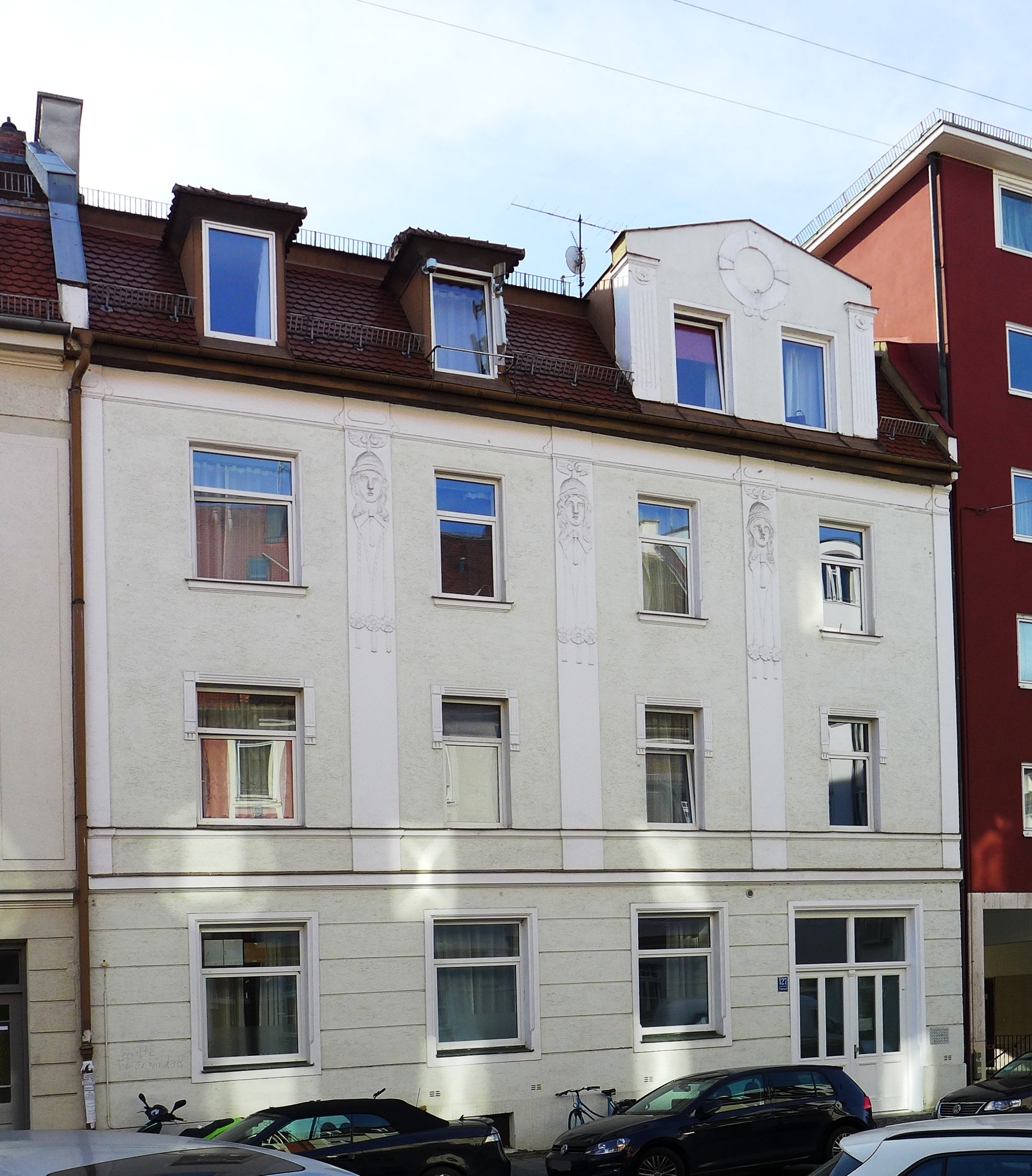
Studentenwohnheim in 1903 von Andreas Aigner und Paul Breitsameter erbautem Jugendstilbau in der Clemensstraße 127
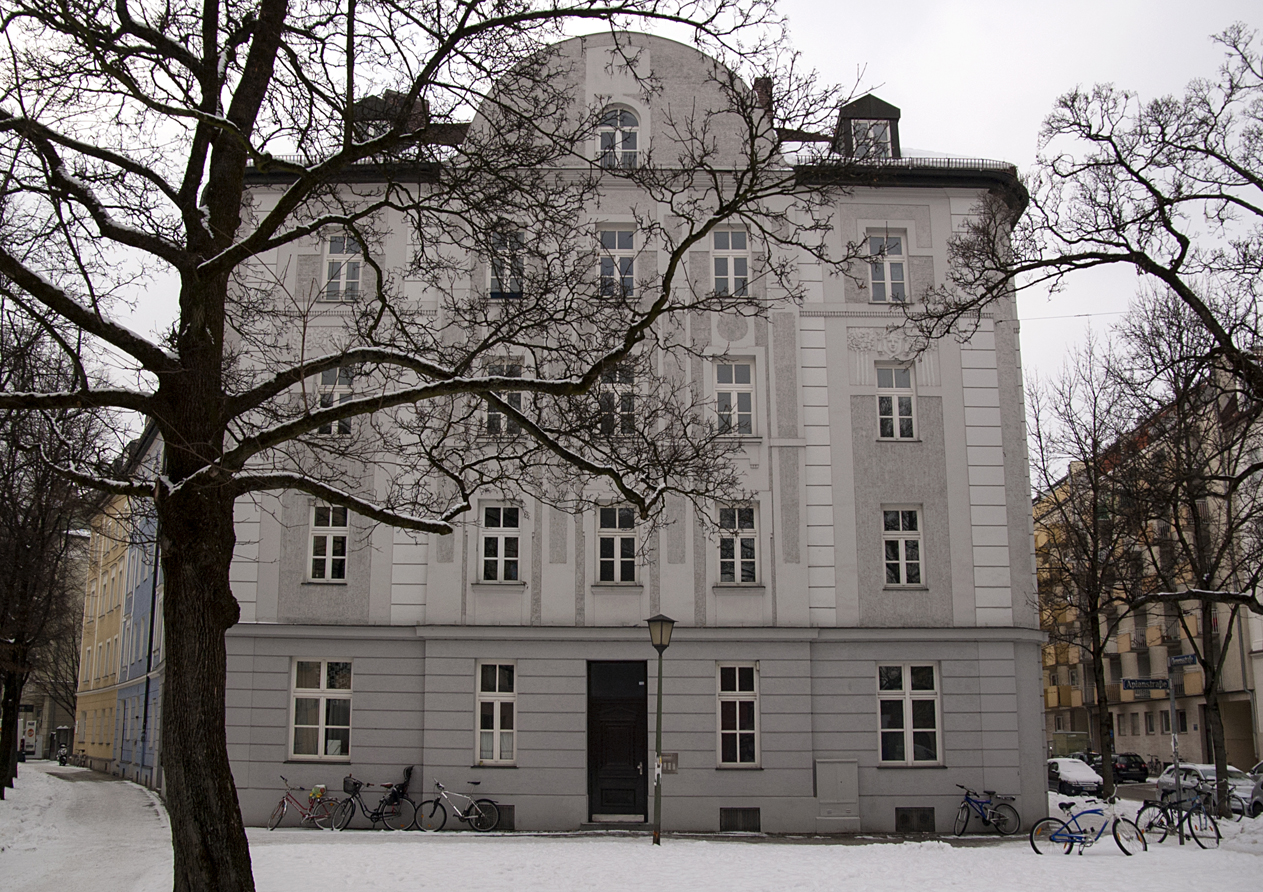
1900 von Gerhard Welzel erbauter barockisierender Jugendstil-Eckbau in der Clemensstraße 71
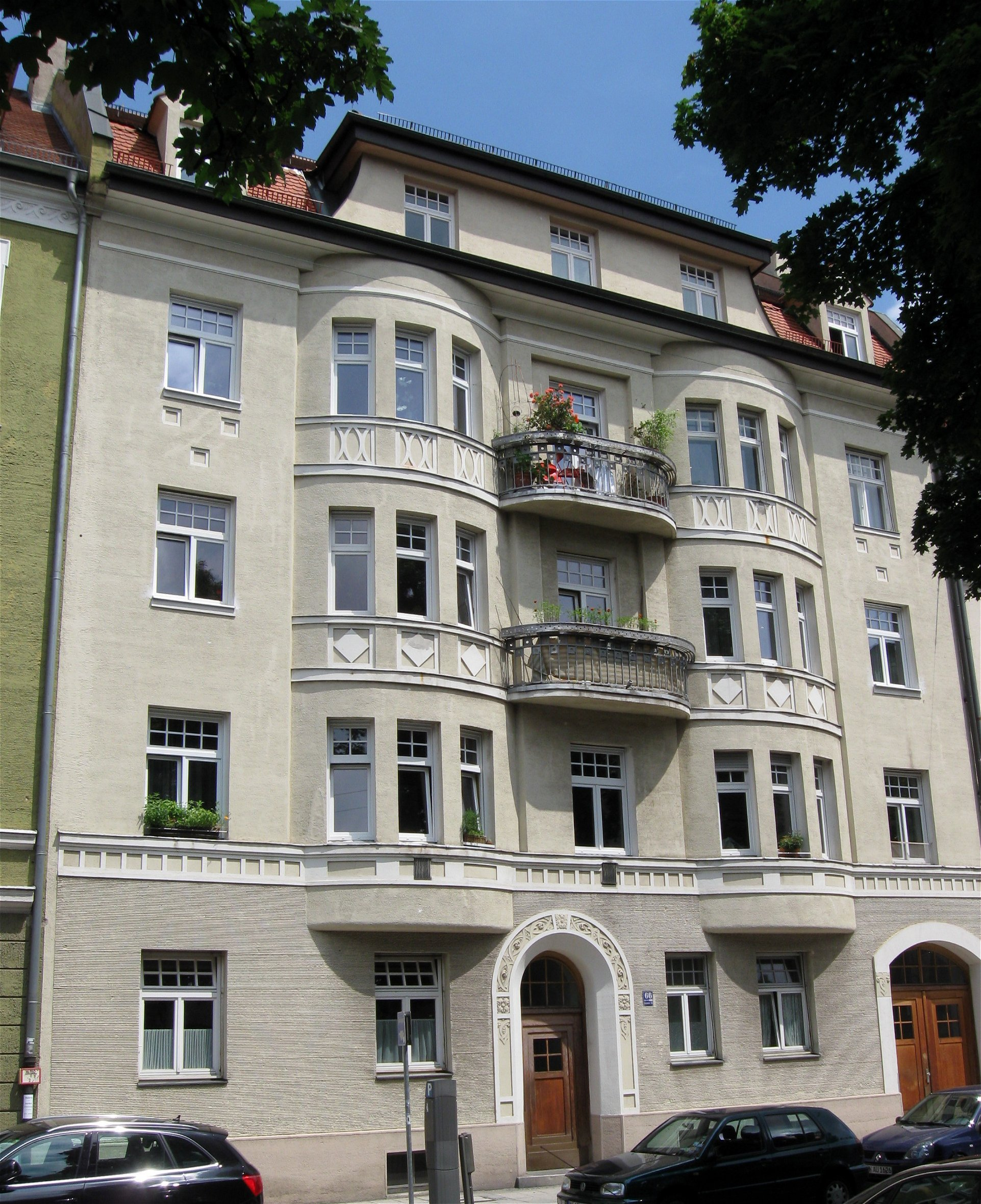
Anfang des 20. Jahrhunderts erbauter Jugendstilbau mit Mansarddach in der Clemensstraße 66
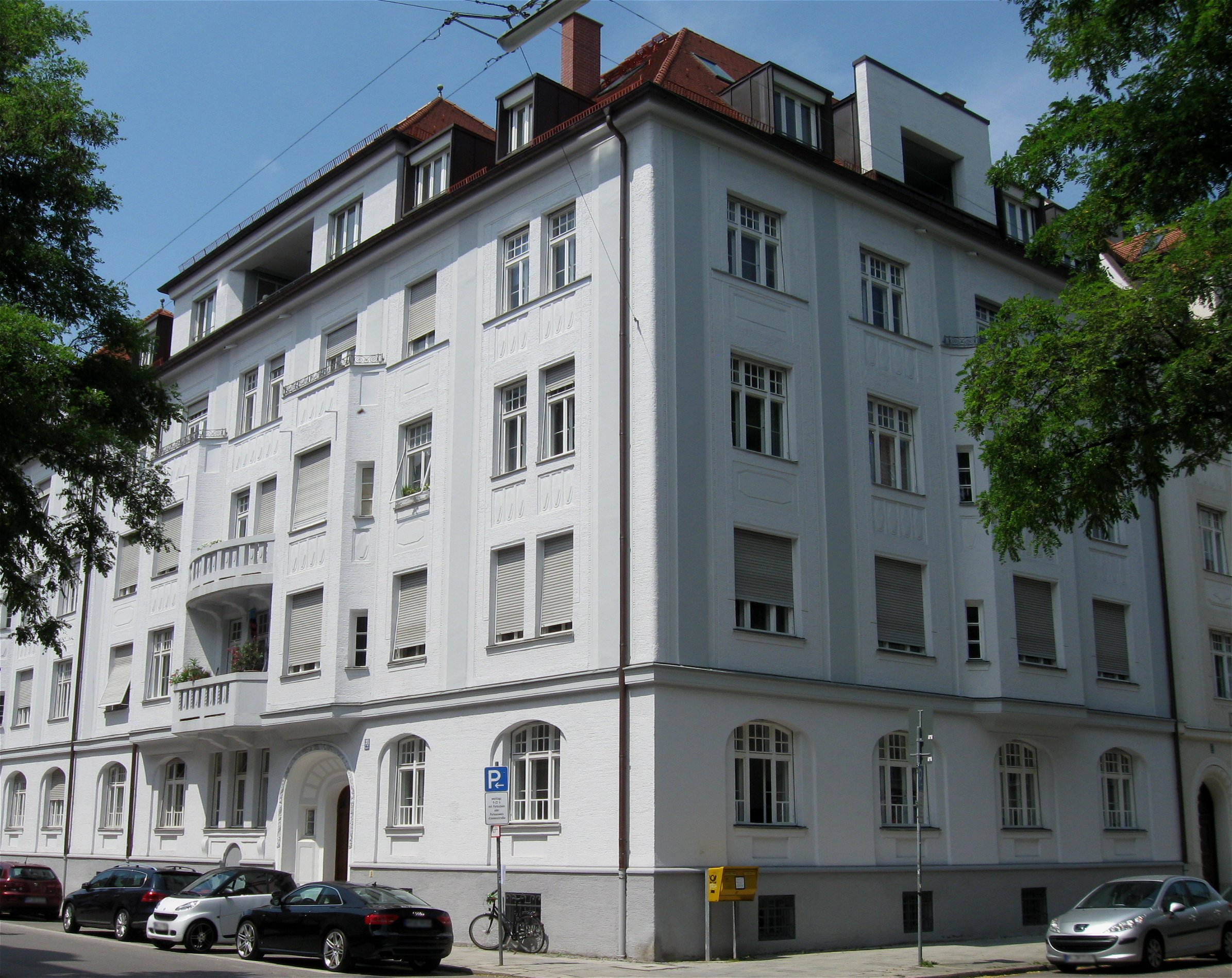
Anfang des 20. Jahrhunderts erbauter Eckbau mit Erkern und Putzdekor in Formen des späten Jugendstils in der Clemensstraße 38
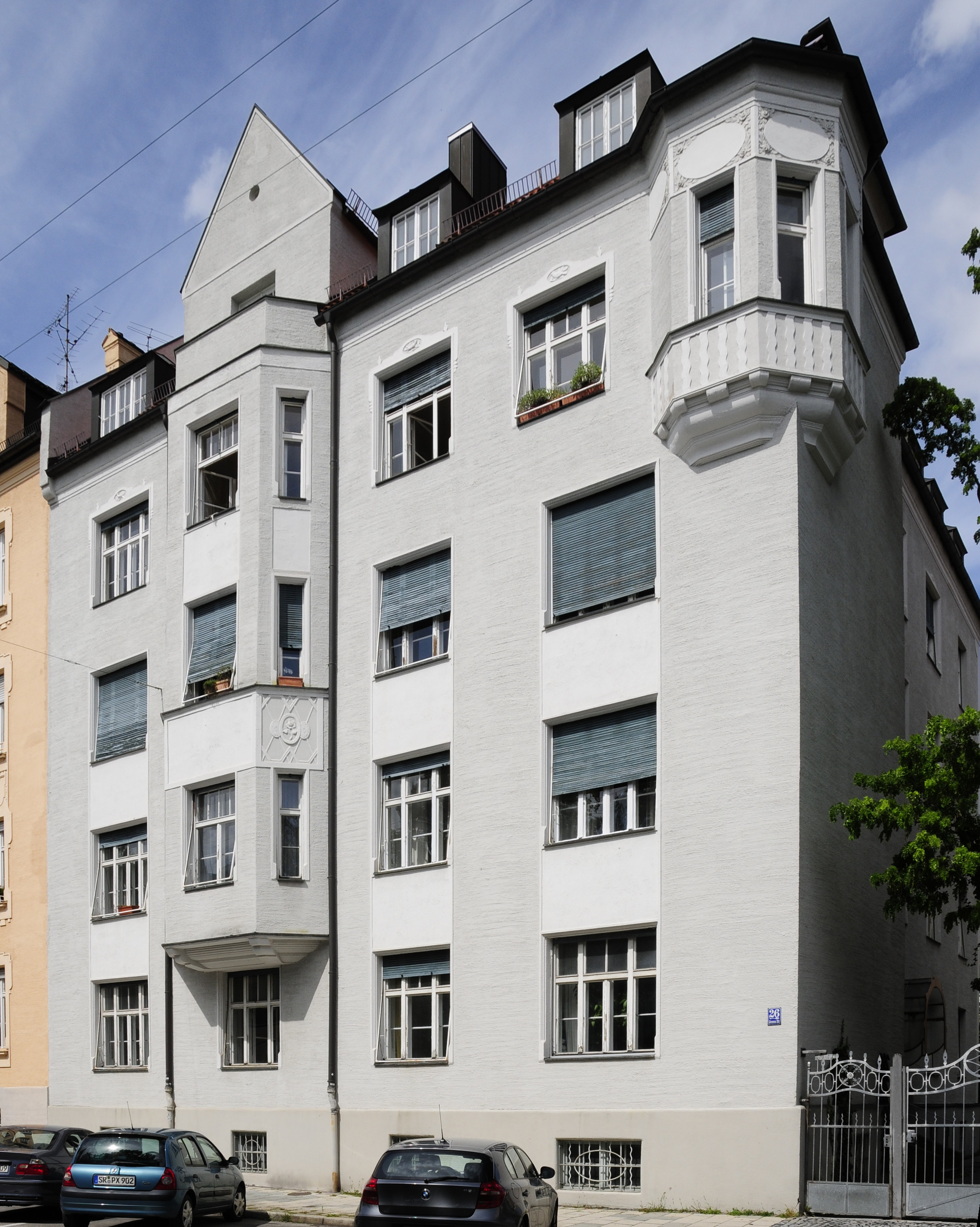
Anfang des 20. Jahrhunderts erbauter barockisierender Jugendstilbau in der Clemensstraße 26
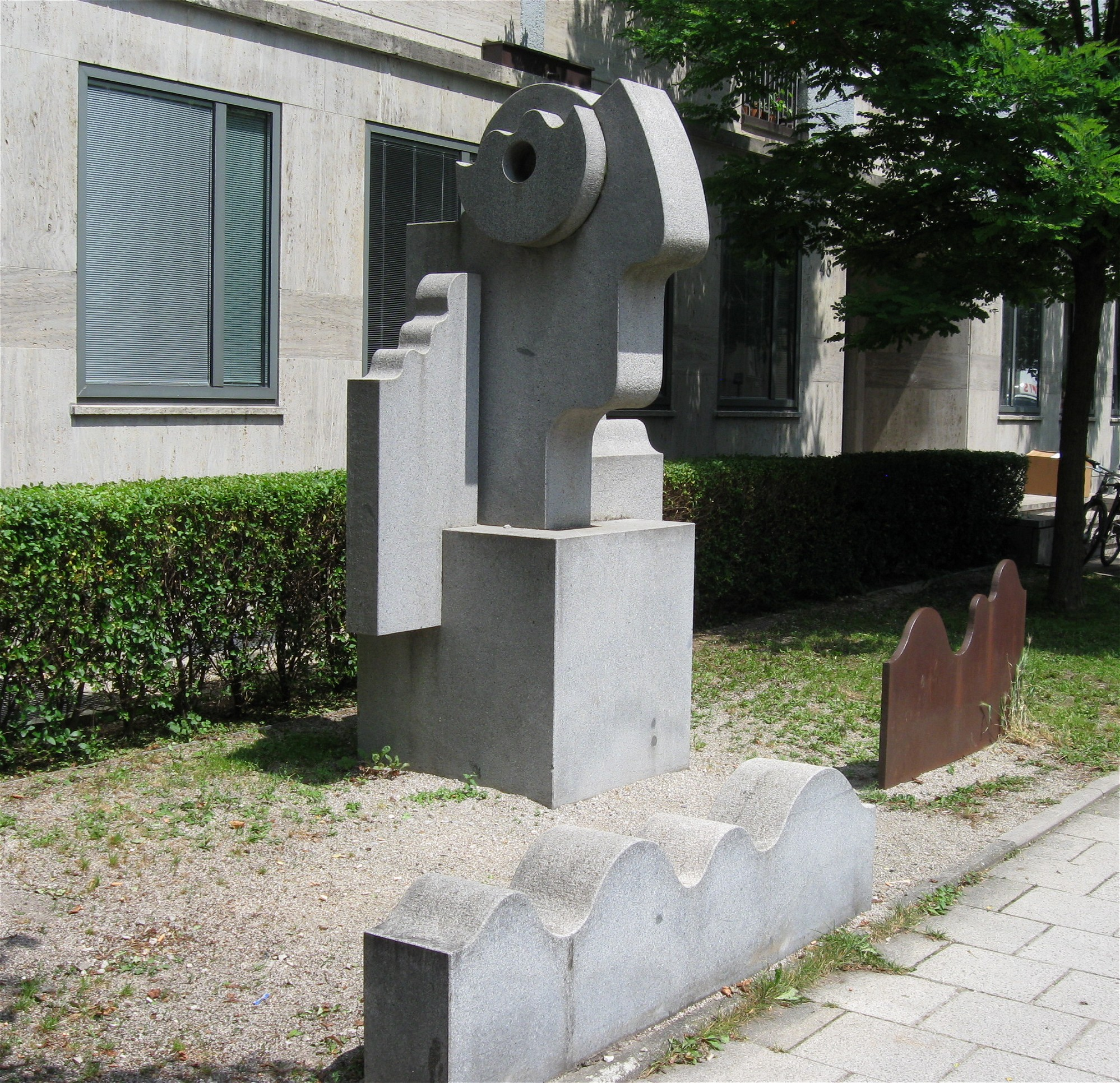
Skulptur des Bildhauers Klaus Behr an der Clemensstraße 48
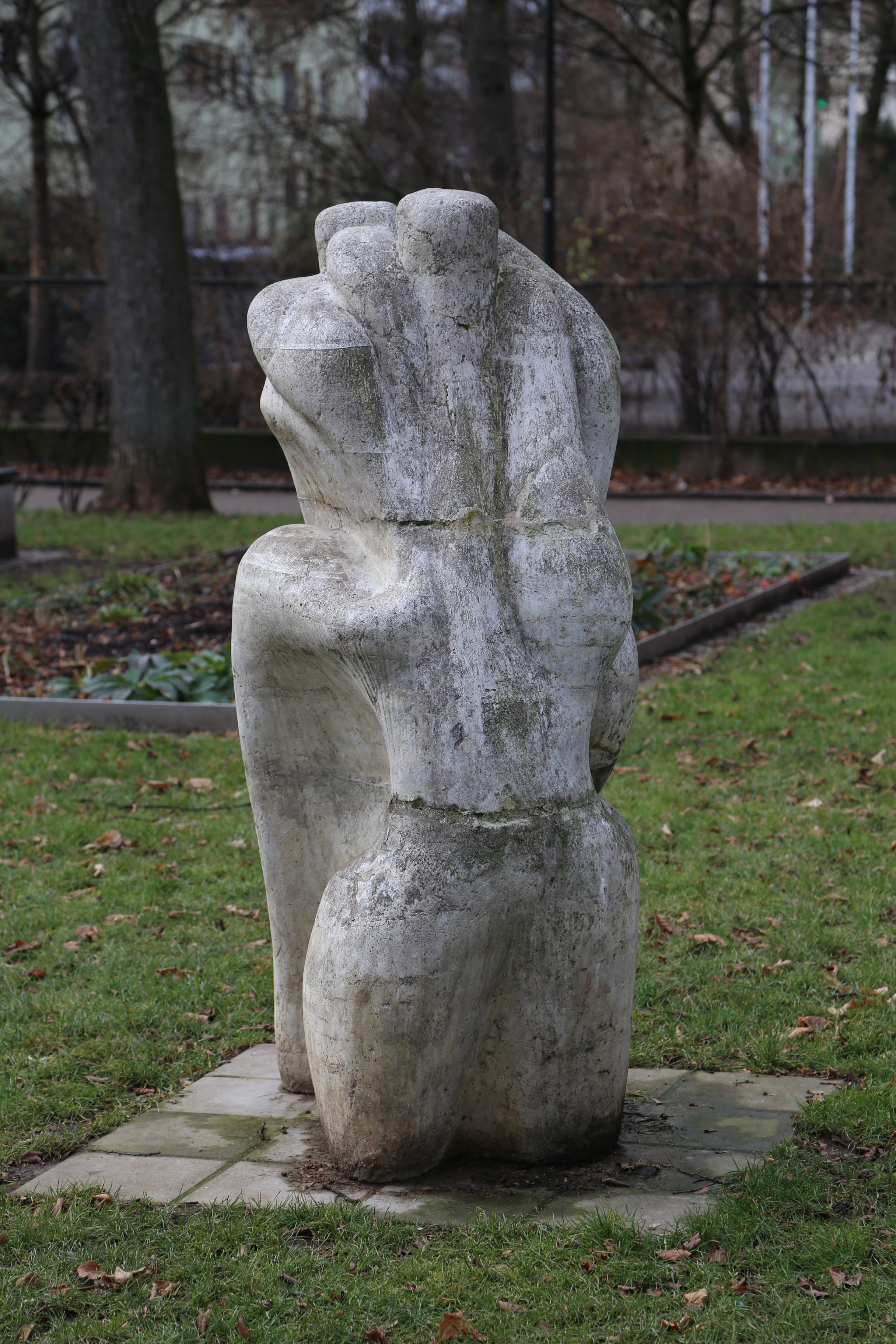
1979 von Undine Werdin erstellte Skulptur (Daphne) am südlichen Ende des Bayernparks zur Clemensstraße

## Prominente Anwohner
1884/85 wurde in der Clemensstraße 33 das damalige Schwabinger Krankenhaus errichtet. Im Jahr 1900, wenige Monate nach der Gründung des FC Bayern München, überließ der Kochherd- und Ofenfabrikant Friedrich Wamsler sen., dessen Söhne zu den Gründungsmitgliedern zählen, dem Verein ein umzäuntes Grundstück an der Clemensstraße 50 als Spielstätte, bis 1907 dann der Wechsel an die Leopoldstraße bzw. den Parzivalplatz erfolgte. Hier fand auch am 21. September 1902 das erste Münchner Stadtderby statt.
Von 1906 bis 1910 lebte Alexander Roda-Roda in der Clemensstraße 2. Von 1917 bis 1919 lebte in der Clemensstraße 84/III Ret Marut und führte dort die Redaktion von Der Ziegelbrenner.

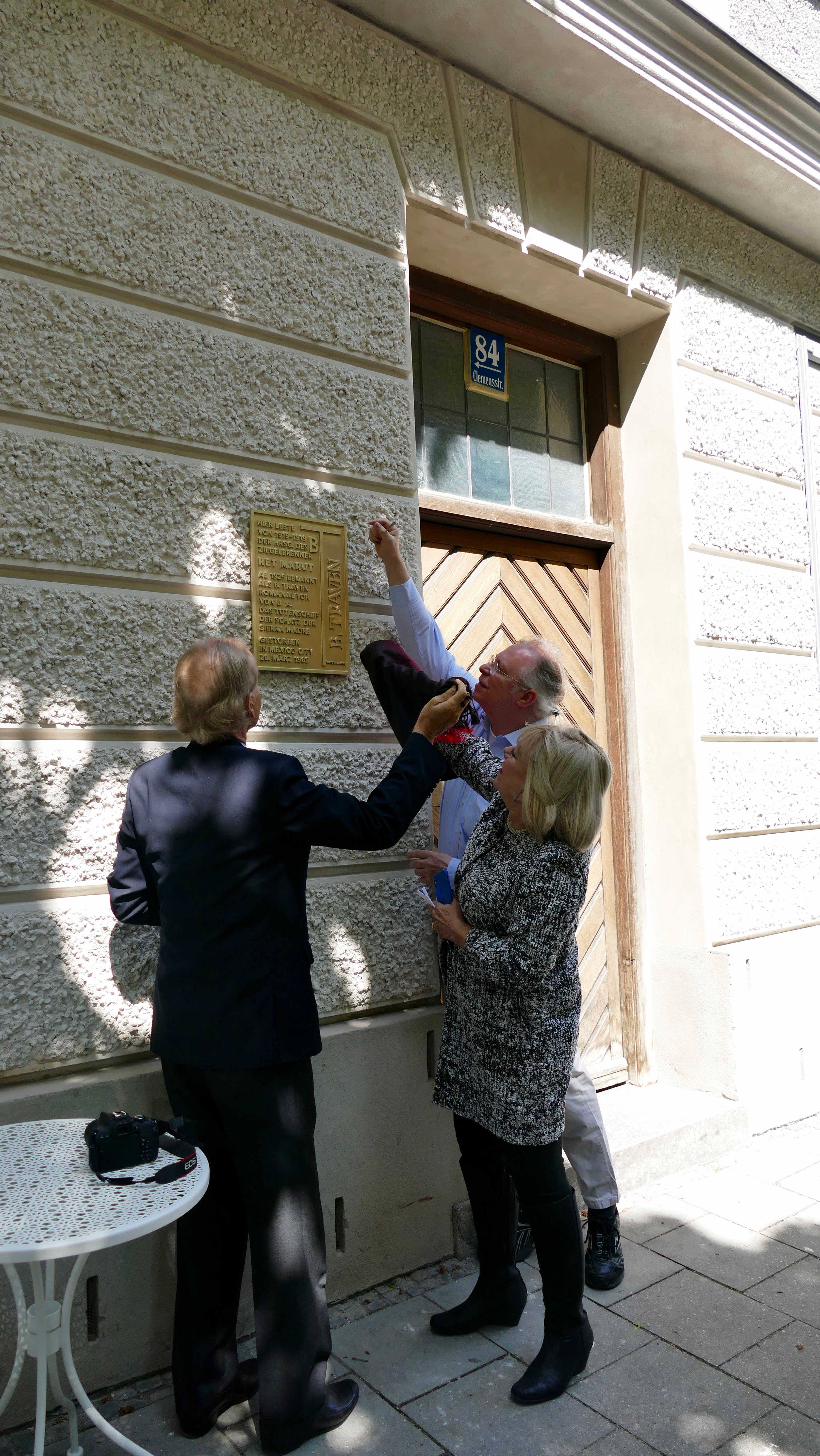
Enthüllung einer Gedenktafel für B.Traven (Ret Marut) am Wohnhaus Clemensstraße 84, genau 100 Jahre nach seiner Flucht aus München

Ab Herbst 1967 lebte Edgar Hilsenrath in der Clemensstraße 28. In der Clemensstraße 76 lebten Rainer Werner Fassbinder und Juliane Lorenz. Alexander Koester wohnte in der Clemensstraße (während sein Atelier in der Leopoldstraße lag). Jochen Winter wohnte in der Clemensstraße.
Im November 2019 wurde im Rahmen des Projekts Erinnerungszeichen für Opfer des NS-Regimes in München an Michael Strichs ehemaligem Wohnhaus an der Clemensstraße 41 eine Gedenkstele für ihn angebracht.